# Novelo
Novelo je naselje v Občini Miren - Kostanjevica.